# 陳其樂
陳其樂（1512年—？），字惟和，江西廣信府貴溪縣人，軍籍，明朝政治人物。

## 生平
嘉靖十九年（1540年）庚子科江西鄉試第四名舉人。嘉靖二十年（1541年）中式辛丑科會試第二十四名，登第三甲第二十八名進士。授浙江长兴县知县，丁艱去職。歷官四川按察司佥事、雲南按察司副使、廣西布政司左參政。隆庆三年（1569年）九月調任廣西按察司副使、府江兵备，以府江猺獞劫虏官军，被提督侍郎李迁劾奏防御失策，五年四月調闲散。

## 家族
曾祖陳崇；祖父陳瑺；父陳冕。前母汪氏；母石氏。严侍下。兄陳其禮。